# Cerchietto

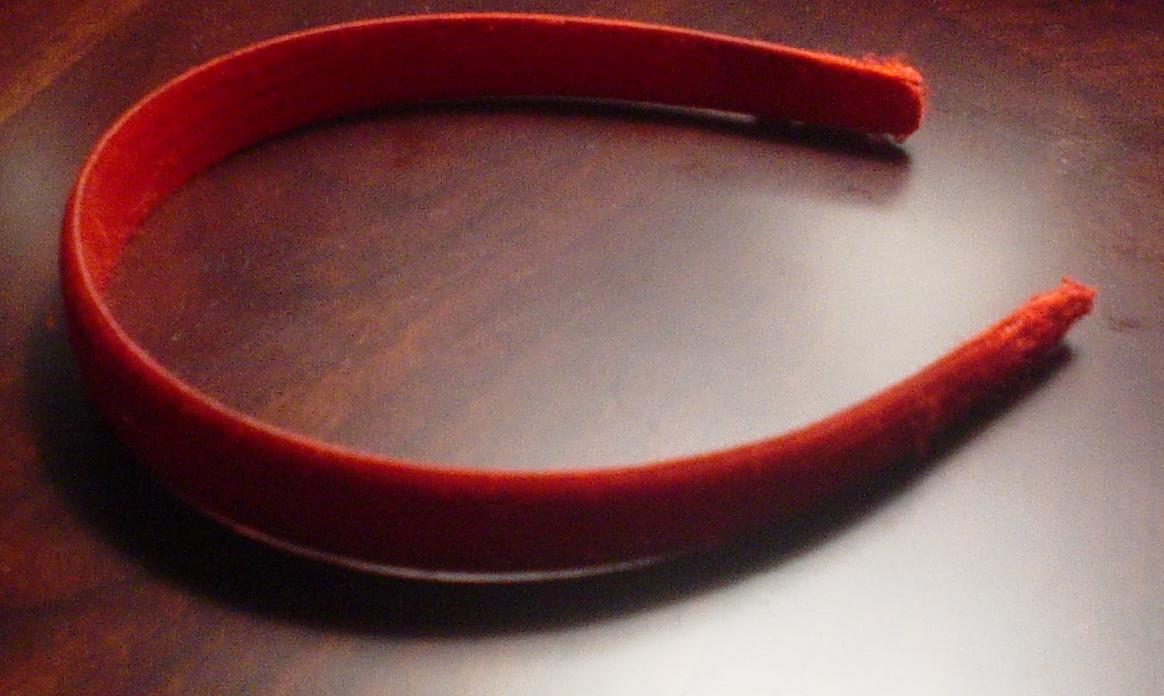
Un cerchietto di plastica

Il cerchietto è un accessorio che si indossa fra i capelli, o intorno alla fronte, di solito per tenere i capelli lontani dal viso o dagli occhi.
I cerchietti normalmente consistono in un oggetto a forma di cerchio aperto, di materiale elastico o in un pezzo di plastica flessibile modellato a forma di ferro di cavallo. Esistono in diverse forme e diverse dimensioni e sono usati sia come accessorio di moda che per scopi più meramente pratici.
Universalmente riconosciuti come accessorio di moda femminile (ed in particolar modo infantile-adolescenziale), dagli anni ottanta è in parte entrato a far parte anche della moda maschile, in seguito al diffondersi dell'usanza di tenere i capelli lunghi.
Nell'immaginario collettivo il cerchietto a forma di ferro di cavallo è spesso associato alla figura di Alice, la protagonista di Alice nel Paese delle Meraviglie, al punto che nei paesi anglosassoni si fa riferimento ad esso con il nome di Alice's Band, ossia cerchietto di Alice.

## Storia
La nascita del cerchietto e delle fasce è da attribuirsi agli antichi greci che portavano le ghirlande tra i capelli; sia i greci che i romani li indossavano per occasioni particolari. Popoli come quelli degli etruschi e dei romani cominciarono a decorare le loro ghirlande con gioielli in oro ed argento. Mentre le ghirlande erano, sicuramente, i primi cerchietti, alcuni credono che le attuali fasce per capelli abbiano preso forma dall'usanza di mettere le sciarpe intorno alla testa o una modifica delle fascette che si legavano sotto il mento.

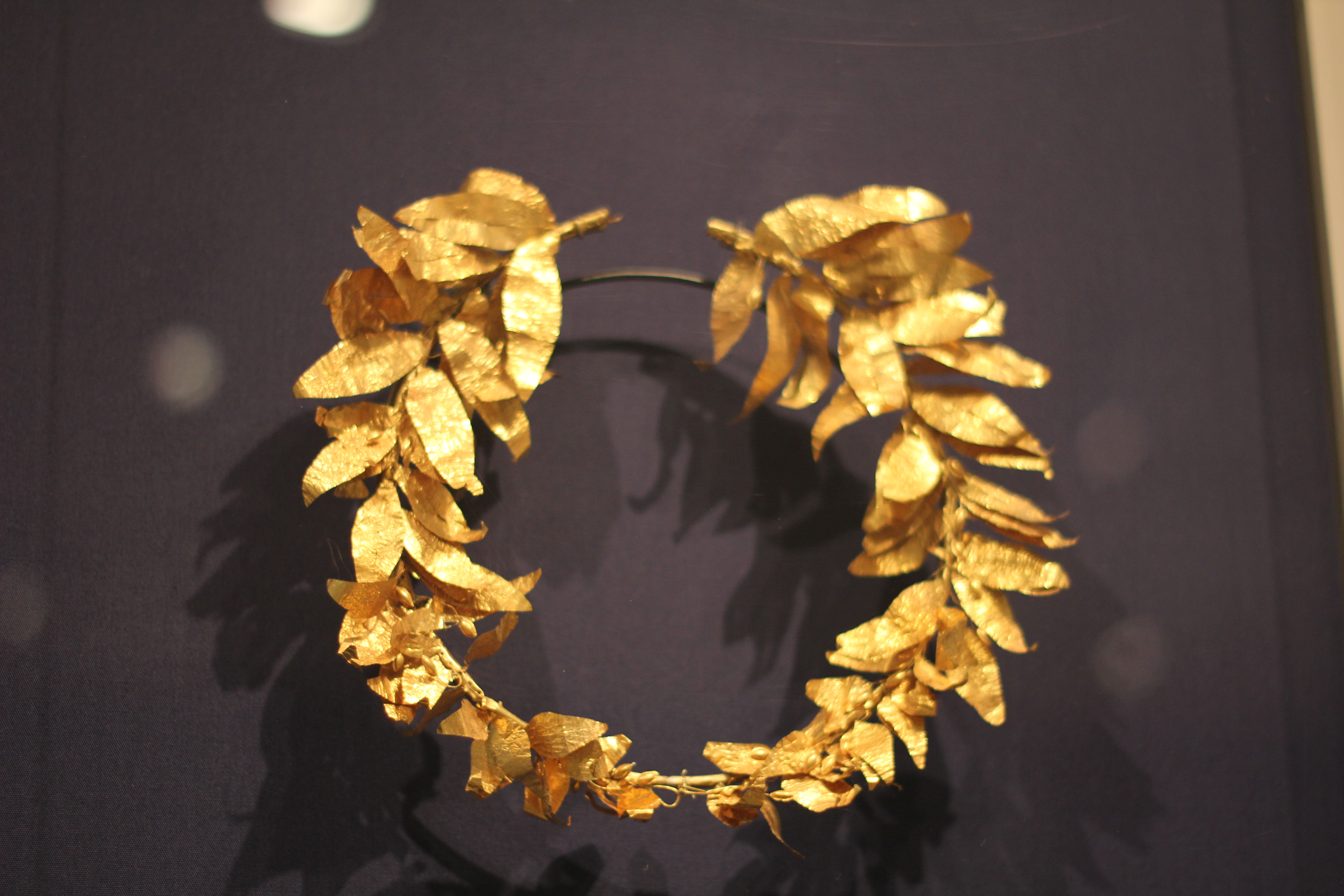
Una ghirlanda greca

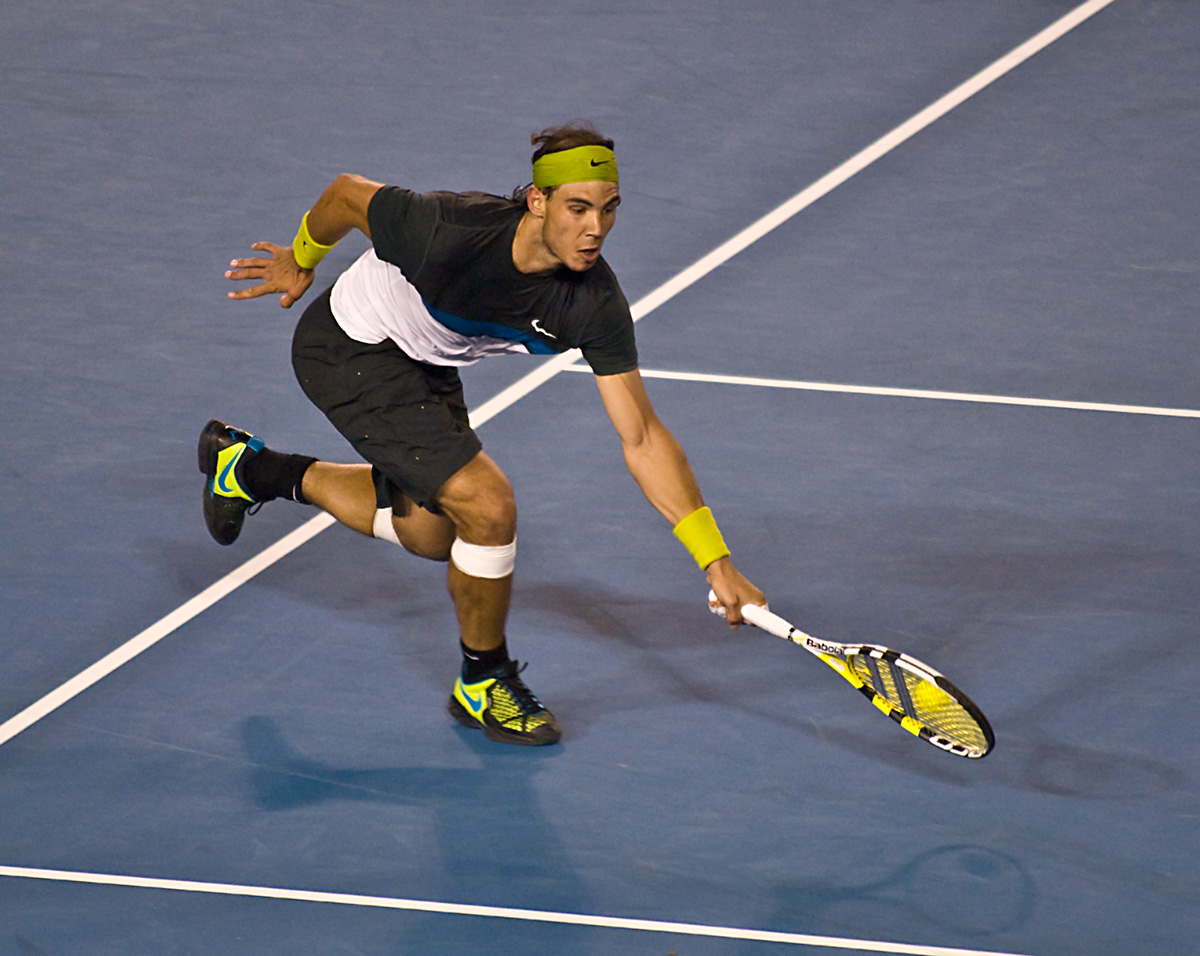
Rafael Nadal indossa un cerchietto verde durante una partita di tennis

## Varianti
Nel corso del tempo l'uso dei cerchietti è cambiato, se prima erano indossati solo per occasioni speciali ben presto sono diventati veri accessori di moda. Le varietà sono molteplici, si possono trovare in: pelle, plastica, metallo, tessuto o dentati. I cerchietti di pelle, di solito, sono incollati su una fascia in plastica dura oppure sono cuciti a mano. Quelli di plastica, che sono i più comuni, possono essere ondulati, dritti o ad angolo e disponibili in un'infinità di colori. I modelli realizzati solo in metallo hanno uno scopo decorativo, molto spesso sono impreziositi da gioielli. I cerchietti in tessuto sono i più comodi perché grazie alla superficie morbida non segnano la pelle; di solito dispongono di un elastico in modo che si adattino meglio alla forma della testa.

I cerchietti dentati presentano dei denti, come quelli dei pettini, nella parte superiore, utili per tenere i capelli in ordine.
Ci sono alcuni tipi che vengono utilizzati solo in determinati periodi come quelli con decorazioni di orecchie di animali.
Una variante del classico cerchietto sono i Deely Boppers, nati nel 1982, i quali presentano delle antenne che sembrano pom poms, disponibili in diversi colori.
Nella cultura giapponese, le fasce hachimaki simboleggiano determinazione o devozione.